# Leandro Fernández de Moratín
Leandro Fernández de Moratín, född den 10 mars 1760 i Madrid, död den 2 juni 1828 i Paris, var en spansk dramatiker och författare, son till Nicolás Fernández de Moratín.
Fernández de Moratín utgav, under pseudonymen Meliton Fernández, Lección poética, satira contra los vicios introducidos en la poesia castellana (1782), som vann akademiskt accessit (hedersomnämnande), varefter följde broschyren La derrota de los pedantes, där några högtstående personer ej utan skäl ansåg sig porträtterade. I kampen med ekonomiska svårigheter hade Fernández de Moratín dels varit i guldsmedslära, dels sekreterare hos greven av Cabarrus, men blev nu präst. 
Genom beskydd av Godoy, i vars intriger han dock aldrig tog del, besegrades hindren för uppförande av den långt förut planlagda komedin El viejo de la niña (1790) och El café (1792). Därefter begav sig Fernández de Moratín till Paris och London, där han tog djupt intryck på många områden, studerade Shakespeare och översatte Hamlet till spanska (utgiven 1798). Med understöd av Godoy företog han sedan resor i Italien.
År 1796 avslog han anbudet att överta direktörskapet för de kungliga teatrarna på grund av den mot honom rasande litterära avunden och religiösa fanatismen. Han hade emellertid fått uppförd komedin El barón och 1804 komedin La mojigala, som med skärpa gisslar hyckleriet. År 1806 skrev Fernández de Moratín sitt yppersta dramatiska arbete El si de las niñas. Trots alla påverkningar från vänner kunde han sedan inte förmås att skriva något mera för teatern, då anfallen på honom envist fortsatte. Han ansågs som en afrancesado (franskpåverkad), då han av Josef Bonaparte utnämndes till chef för Nationalbiblioteket i Madrid. 
De sista åren ägnade Fernández de Moratín åt översättningar av Molière och samlande av material för Origines del teatro español (utgiven i Paris 1825). Hans arbeten har utkommit i många upplagor. I Rivadeneyras "Biblioteca de autores españoles", volym II, finns utom här ovan omnämnda arbeten översättningar från Molière, La comedia nueva, La torna de Granada (romance), 9 epistolas, 12 odas, 9 romances, 17 epigramas, 9 översättningar på vers från Horatius, Discurso preliminar de sus comedias med mera.